# Гарячка Рифт Валлі

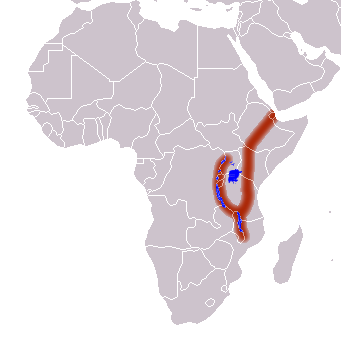
Велика Рифтова долина в Африці.

Гаря́чка Рифт Ва́ллі (також гарячка Великої рифтової долини, англ. Rift Valley fever (RVF); також в україномовній літературі є написання «гарячка Ріфт Валлі») — гостра зоонозна інфекційна хвороба, що може перебігати у людей як тяжка геморагічна гарячка, а також із менінгоенцефалітом, ураженням очей.

## Історичні відомості

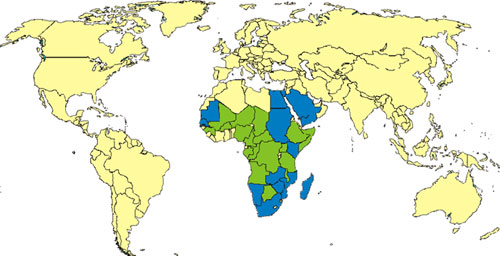
Поширення гарячки Рифт Валлі у Африці на 2006 р.
Синім кольором позначені країни з ендемічним поширенням хвороби і сталою передачею, зеленим — країни, в яких відбуваються окремі випадки хвороби.

Хоча хворобу описали ще у 1915 році, але збудника її вперше виявили у 1931 році британські ветеринари Р. Добні та Д. Гадсон разом із вірусологом П. С. Гарнемом під час розслідування епізоотії серед овець на одній фермі біля озера Найваша у Рифтовій долині (англ. Rift Valley) в Кенії. Через широке поширення збудника у цій долині він і отримав відповідну назву. Відтоді хворобу реєстрували у Південній і Центральній Африці, часто у вигляді епізоотій й епідемій. У 1950 році лікарі описали вперше випадки цієї хвороби у людей, які хворіли під час (1950—1951 років) значної епізоотії серед овець у Південній Африці (загинуло 100 тисяч особин, зареєстрували 600 тисяч викиднів). Найсерйозніші епізоотії надалі зафіксували в басейні річки Сенегал у Сенегалі та на півдні Мавританії (1987 рік), у Кенії та Сомалі (1997—1998 роки). У 1977 році вірус зумів перетнути Сахару і спричинив епідемію в Єгипті з ураженням близько 200 тисяч людей і 594 померлими від цієї хвороби у стаціонарах, також хвороба тоді поширилась на Мадагаскар. А от у 1997—1998 роках велика епізоотія і епідемія хвороби сталася в Кенії, Сомалі та Танзанії, а у вересні 2000 року випадки захворювання зареєстрували у Саудівській Аравії та Ємені. На кінець лютого 2001 року в Саудівській Аравії госпіталізували 884 пацієнтів, 124 з них загинуло. В Ємені зареєстрували 1 087 випадків гарячки Рифт Валлі, 121 хворий помер. Це була перша зафіксована поява гарячки Рифт Валлі за межами африканського континенту, що викликало побоювання відносно її можливого поширення в інші частини Азії, Європу і Америку.

## Актуальність
Через серйозні наслідки хвороби, можливість виникнення великих епідемій, поширення за межі Африки, гарячку Рифт Валлі включено до Міжнародних медико-санітарних правил (ММСП) 2005 року, до групи інфекційних хвороб «які становлять особливу національну та регіональну проблему».
Вірус гарячки Рифт Валлі віднесено до тих біологічних агентів, які офіційно визнано чинниками біологічної зброї.
Спалахам цієї хвороби у тварин можна запобігти за допомогою постійної програми їхньої вакцинації.

### Спалахи хвороби у XXI столітті
28 вересня 2016 року ВООЗ повідомила, що у Нігері йде спалах гарячки Рифт Валлі, місцеві медичні заклади зареєстрували від 2 серпня до 22 вересня у районах країни на кордоні з Малі 64 випадки захворювання у людей, померли 23 з них. Таким чином, у країні відбувся перший спалах цієї хвороби. У цьому регіоні йшла епізоотія гарячки Рифт Валлі у великої та дрібної рогатої худоби. Влада країни запровадила необхідні протиепідемічні заходи. Станом на 21 листопада 2016 року в країні зареєстровано 260 підозрілих випадків, зокрема, 32 смерті. Усі випадки зосереджені в регіоні Тахуа, в тваринницьких господарствах. У зараженому регіоні хвороба загрожує 2 млн голів свійської великої рогатої худоби. У травні 2019 року зафіксовано спалах на Майотті (Франція), де з листопада 2018 року виявлено 129 випадків у людей, з яких 5 є автохтонними, і 109 — у тварин.

## Етіологія
Збудник, вірус гарячки Рифт Валлі, належить до родини Bunyaviridae, роду Phlebovirus. Його також відносять до екологічної групи арбовірусів. Вірус є стійким у лужному середовищі, але швидко гине при pH < 6,8.
Його швидко інактивують ліпідні розчинники (ефір, хлороформ, натрієвий деоксіхолат), низькі концентрації формаліну, але великі концентрації натрію або кальцію гіпохлориту (залишковий хлор повинен перевищити 5000 ppm). Виживає при висушуванні, заморожуванні, в аерозолі при 23 °C і 50-85 % вологості. Може виживати під дією 0,5 % розчину фенолу при 4 °C протягом 6 місяців.

## Епідеміологічні особливості

### Джерело і резервуар інфекції

Один із найзначніших розповсюджувачів гарячки Рифт Валлі — комар Aedes vexans.

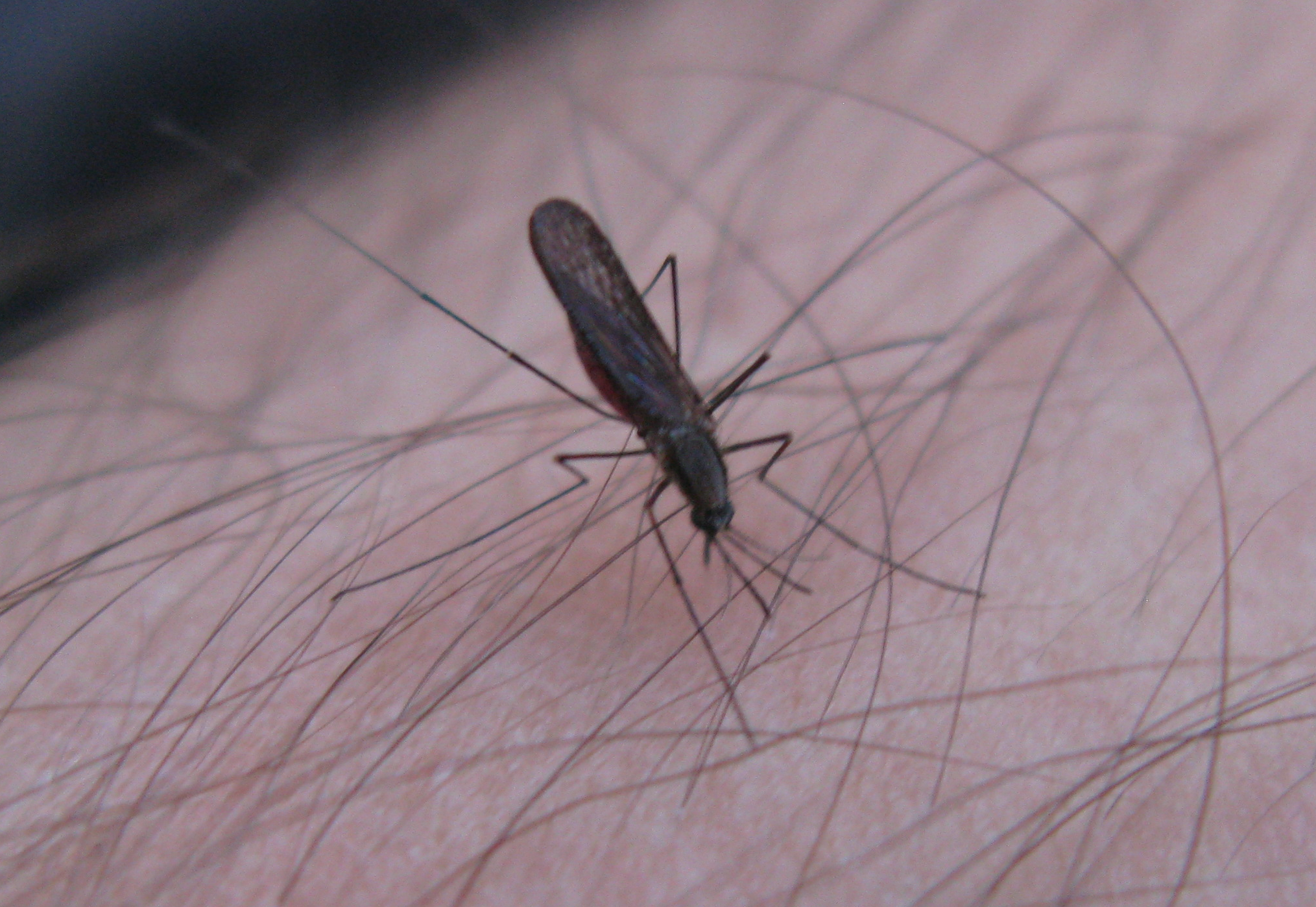
Комар Culex pipiens перед смоктанням крові.

Головним активним джерелом є комарі Aedes mcintoshi, Aedes vexans і Culex tritaeniorhynchus. Менш активними джерелами вважають Aedes caspius, Culex pipiens, Culex antennatus, Culex perexiguus, Culex zombaensis та Culex quinquefasciatus. Ще рідше це є комарі роду Anopheles. Самиця комара здатна передати трансоваріально вірус безпосередньо своєму потомству через яйця, що відкладає, з яких з'являються нові покоління інфікованих комарів. Цим пояснюється безперервна присутність вірусу гарячки Рифт Валлі у ензоотичних вогнищах і стійкий механізм існування вірусу, адже яйця цих комарів можуть зберігати свою життєздатність у сухих погодних умовах впродовж декількох років. У періоди випадання масивних опадів місця, де відкладені личинки, часто виявляються затопленими, що сприяє виходу з яєць комарів і швидкому зростанню їхньої чисельності, а це, в свою чергу, призводить до поширення вірусу серед тварин, кров'ю яких вони харчуються. Стале передавання гарячки Рифт Валлі у Великій рифтовій долині відбувається через певні кліматичні особливості: там переважають низинні поля, що у певні періоди року швидко просякають ґрунтові води, що й призводить до значного виплоду комарів. Крім того, цей географічний район має особливість затримувати хмари, які розряджаються рясними дощами. Крім того, панівними пасатними вітрами у Великій рифтовій долині є північні та південні, що переносять комарів на великі відстані, поширюючи, таким чином, гарячку Рифт Валлі у вільні від неї регіони. Сприяють передачі гарячки Рифт Валлі й особливості ураження комарів Culex філяріями Wuchereria bancrofti. У циклу розвитку цього гельмінту відбувається перфорація його личинками шлунку комара, маючи за мету досягти м'язів комахи, при цьому відкривається прямий шлях для вірусу гарячки Рифт Валлі у слинні залози комара, що робить його інвазивним.
Вірус гарячки Рифт Валлі здатний інфікувати багато видів тварин, призводячи до розвитку тяжких захворювань й серед свійських тварин, включаючи велику рогату худобу, овець, верблюдів і кіз. Вівці чутливіші до інфекції, чим велика рогата худоба і верблюди. Більше 90 % інфікованих ягнят помирає. Показник викиднів серед інфікованих вагітних овець досягає майже 100 %. Першим проявом спалаху гарячки Рифт Валлі серед тварин часто буває хвиля нез'ясовних викиднів серед худоби. Джерелом інфекції є деякі гризуни, дикі жуйні тварини (буйволи, антилопи, гну тощо), окремі види мавп тощо. Свині, коні, птахи, рептилії та амфібії до гарячки Рифт Валлі стійкі. Як правило, значні епізоотії спостерігаються з періодичністю 10-15 років, що збігається з періодами значних злив, однак між такими епізоотіями є окремі спалахи й, іноді, роки добробуту, коли не відбуваються захворювання у тварин, а виживання вірусу підтримується у популяції комарів внаслідок трансоваріальної передачі.

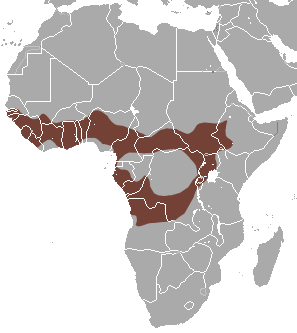
Мапа ареалу поширення одного з резервуарів вірусу гарячки Рифт Валлі — фруктоїдного кажана Micropteropus pusillus, який забезпечує передачу у північних районах Великої Рифтової долини.

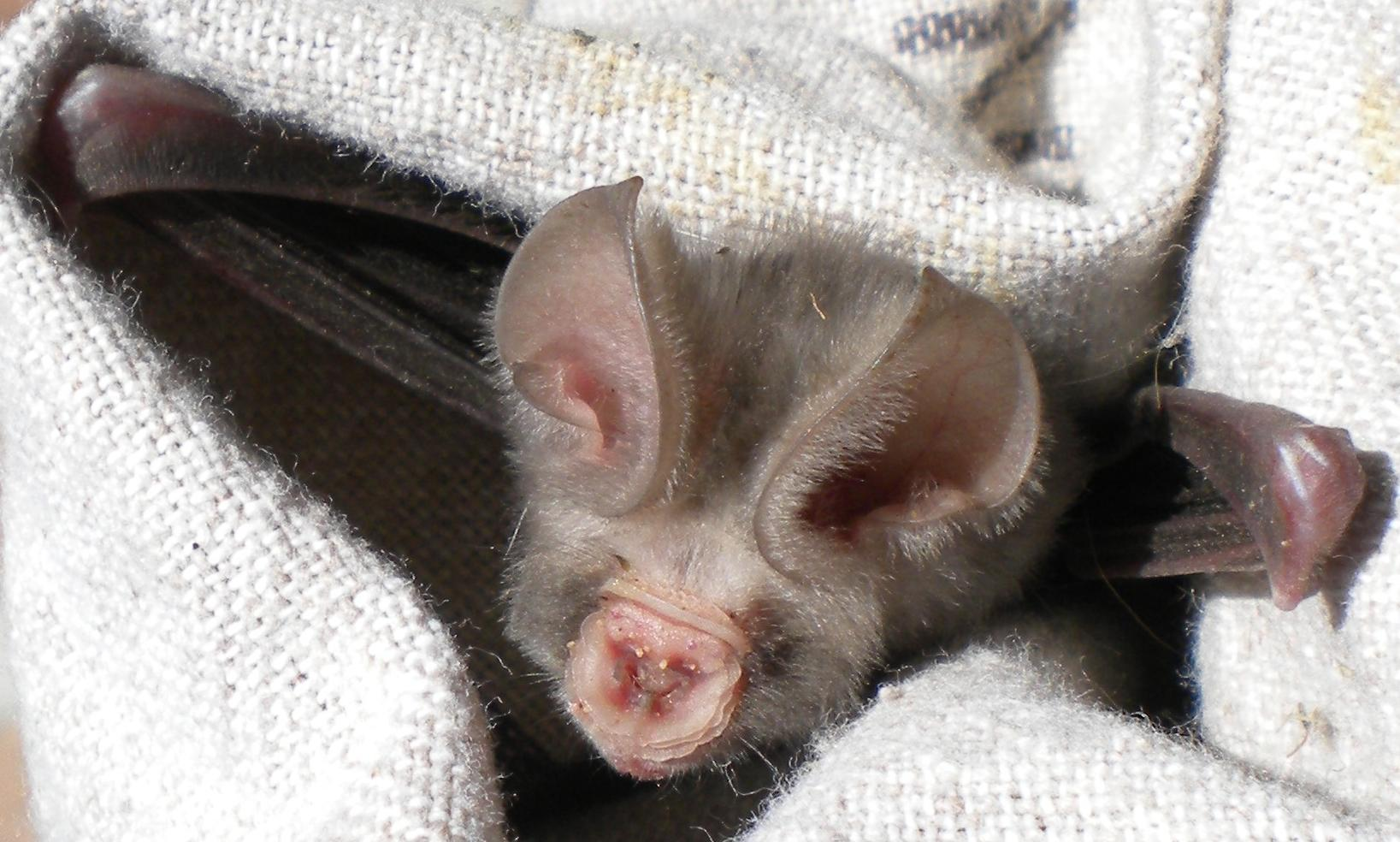
Можливий резервуар вірусу гарячки Рифт Валлі — кажан Hipposideros caffer.

Доказаним резервуаром гарячки Рифт Валлі є два види кажанів: Micropteropus pusillus і Hipposideros abae, у яких від здорових екземплярів 1987 року виділили вірус. Не виключається можливість того, що й інші фруктоїдні кажани є резервуаром вірусу гарячки Рифт Валлі, адже виявлені два резервуарні види живуть тільки у північних районах Великої рифтової долини і північно-західних регіонах поширення гарячки Рифт Валлі.

### Механізми і шляхи передачі

##### Контактний механізм
Переважна більшість випадків інфікування людей відбуваються в результаті прямих або непрямих контактів із кров'ю або органами інфікованих тварин. Вірус може передаватися людині при маніпуляціях із тканинами тварин під час їхнього забою або білування, наданні допомоги тваринам при пологах, проведенні ветеринарних процедур або утилізації трупів і ембріонів. Вірус здатний інфікувати людину рановим шляхом, наприклад, при нанесенні рани інфікованим ножем або контакті з пошкодженою шкірою.
Можливе зараження шляхом вдихання аерозолів, що утворилися під час забою інфікованих тварин, при цьому збудник потрапляє в макроорганізм через дрібні пошкодження слизової ротоглотки. Аерозольний шлях передачі призводить часто до інфікування працівників лабораторій.
Є фактичні дані, що свідчать про можливість інфікування людини при вживанні непастеризованого молока інфікованих тварин, при цьому збудник також потрапляє до макроорганізму через дрібні пошкодження слизової ротоглотки.

##### Трансмісивний механізм
Інфікування людей відбувається також і в результаті укусів інфікованими комарами. Можлива також передача вірусу гарячки Рифт Валлі мошками, москітами Phlebotomids, Eretmapodites, Mansonia, мухами-гематофагами, на кшталт Stomoxys calcitrans.
Випадків передачі цієї гарячки від людини людині не зареєстровано. Немає також повідомлень про передачу хвороби медико-санітарним працівникам при дотриманні стандартних заходів інфекційного контролю.

### Сприйнятливий контингент й імунітет
Хворіють сільські жителі або люди, що приїхали у сільську місцевість. Серед вікових категорій найбільше страждають діти. Випадків поширення гарячки Рифт Валлі у міських районах не зареєстровано. Пастухи, фермери, працівники боєнь і ветеринари піддаються підвищеному професійному ризику інфікування. Внаслідок захворювання формується стійкий імунітет, повторні випадки не зареєстровані.

## Патогенез
Впродовж інкубаційного періоду первинна реплікація відбувається при різних механізмах і шляхах передачі у місці проникнення вірусу, регіонарних лімфатичних вузлах. На початку клінічного періоду хвороби виникає вірусемія, яка супроводжується розвитком загальнотоксичного синдрому і обумовлює дисемінацію вірусу в органи і тканини. Внаслідок широкої вісцеротропності вірусу у різних органах (головний мозок, печінка, нирки, легені, селезінка, надниркові залози тощо) виникають фокальні некрози, в генезі яких грають роль як цитопатичні властивості вірусу, так й імунні процеси.
Найвираженіші дистрофічні та некротичні зміни виявляються у печінкових клітинах-гепатоцитах (особливо у дітей, доходячи до рівня тотального гепатонекрозу), ниркових клубочках і епітелії канальців нирок, що супроводжується розвитком функціональної недостатності печінки і нирок. Закономірно пошкоджується ендотелій судин, часто розвивається тромбогеморагічний синдром, в генезі якого велике значення відводять імунопатологічним процесам. Судинні пошкодження лежать в основі ураження сітчастої оболонки ока, аж до її відшарування. У випадках загибелі хворих від енцефаліту в тканинах мозку виявляють вогнища некрозу і запальної мононуклеарної інфільтрації. У вогнищах некрозу часто виявляють присутність вірусу.

## Клінічні прояви

### Легкий перебіг
У МКХ-10 вирізняють «Гарячку Рифт Валлі» (код А92.4) у розділі «Вірусні гарячки, породжені членистоногими, і вірусні геморагічні гарячки».
Інкубаційний період триває від 2 до 6 днів. Дуже часто інфіковані люди або не мають ніяких проявів (субклінічна форма), або у них розвивається легка форма хвороби, при цьому раптово з'являється псевдогрипозна гарячка, м'язовий біль, ломота в тілі, головний біль. У деяких пацієнтів розвивається менінгізм із помірною ригідністю потиличних м'язів, світлочутливістю, втратою апетиту і блюванням. Зазвичай прояви хвороби при такому перебігу зберігаються від 4 до 7 днів.

### Тяжкий перебіг

Фотографія сітківки людського ока з накладними діаграмами, що показують розташування і розміри жовтої плями (макули), ямки і диска зорового нерва.

Тоді як більшість випадків захворювання людей перебігають відносно легко, у незначної долі пацієнтів відзначають тяжкий перебіг. Зазвичай в такому випадку виникає один або поєднання декількох із трьох явних синдромів: очна форма (у 0,5-2 % пацієнтів серед усіх захворілих), менінгоенцефалітична форма (менш ніж у 1 %) або геморагічна форма (менш ніж у 1 %).

##### Очна форма
При цій формі хвороби звичайні симптоми, що їх спостерігають і при легкому перебігу, але відбувається зміна перебігу через ураження сітківки очей. Як правило, ураження очей відбуваються через 1-3 тижні після появи перших симптомів гарячки Рифт Валлі. Пацієнти зазвичай скаржаться на розпливчатий або ослаблений зір. Через 10-12 тижнів хвороба може пройти сама по собі без яких-небудь тривалих наслідків. Проте при ураженнях жовтої плями у 50 % хворих відбувається постійна втрата зору — сліпота. Смерть серед пацієнтів з однією лише очною формою хвороби відбувається казуїстично.

##### Менінгоенцефалітична форма
Розвиток цієї форми хвороби зазвичай відбувається через 1-4 тижні після появи перших симптомів гарячки Рифт Валлі. Клінічні прояви включають сильний головний біль, втрату пам'яті, галюцинації, сплутану свідомість, дезорієнтацію, запаморочення, судоми, летаргію і кому. Виявляють менінгеальні симптоми і вогнищеві неврологічні симптоми ураження черепних нервів. Пізніше (більш ніж через 60 днів) можуть настати й неврологічні ускладнення. Летальність серед пацієнтів з однією лише цією формою хвороби низька, але залишкові неврологічні явища, які може бути тяжкими, зустрічаються часто.

##### Геморагічна форма
Прояви цієї форми з'являються через 2-4 дні від початку хвороби. Спочатку маніфестують ознаки тяжкого пошкодження печінки, жовтяниця, потім — ознаки геморагічного синдрому: блювання кров'ю (гематемезис), криваві випорожнення (мелена), червоний висип або синці внаслідок крововиливів у шкіру, кровотечі з носа і ясен, менорагії і кровотечі з місць венепункцій. Смерть зазвичай настає через 3-6 днів від появи геморагічних проявів.

## Ускладнення й прогноз
Хвороба зазвичай закінчується одужанням, летальні наслідки спостерігається рідко (1-1,5 % випадків), проте при тяжкому перебігу показники летальності коливаються від 5 до 16 %, досягаючи навіть 50 % при геморагічних проявах. Можлива інвалідизація через сліпоту, парези й паралічі.

## Діагностика

### Клінічні критерії
Наявність гарячки Рифт Валлі у людей підозрюють тоді, коли у вогнищі епізоотії тварин, особливо такої, при якій гине багато молодняку та є високий процент викиднів, серед людей виникають випадки захворювань з гарячковими і геморагічними/неврологічними проявами.

### Загальна лабораторна діагностика
У загальному аналізі крові відзначають у перші два дні хвороби помірний лейкоцитоз, а потім лейкопенію, тромбоцитопенію. За наявності неврологічних уражень у цереброспінальній рідині спостерігають помірний лімфоцитарний цитоз. При ураженні печінки присутня значна активність амінотрансфераз, підвищення рівня білірубіну. За наявності ниркової недостатності виявляють значне підвищення рівня сечовини й креатиніну.

### Специфічна діагностика
Підтвердження діагнозу у людей ґрунтується на виявленні IgM в крові та цереброспінальній рідині в ІФА, при прямому виділенні вірусу з крові, тканин через зараження лабораторних тварин й на культурі клітин. Використовують подімеразну ланцюгову реакцію (ПЛР).
У тварин досліджують під мікроскопом органи і рідини тіла.

## Лікування
Етіотропне лікування не розроблено. При тяжкому перебігу застосовують патогенетичну терапію (введення сольових розчинів, декстранів, боротьба з тромбогеморагічним синдромом, набряком-набуханням головного мозку тощо). Даних про використання рибавірину і/або плазми реконвалесцентів поки що недостатньо для впровадження у широку клінічну практику. Також не прояснені можливості інтерферону в лікуванні цієї хвороби. Разом із тим заборонені до вживання гепатотоксичні лікарські засоби, особливо нестероїдні протизапальні засоби — ацетилсаліцилова кислота, диклофенак тощо.

## Профілактика
Для запобігання поширення хвороби пересування тварин потрібно обмежувати. Під час епізоотії /епідемії транспортування рогатої худоби треба або повністю заборонити, або тварин необхідно помістити до карантину. Контакту з хворими або мертвими тваринами необхідно уникати. Трупи тварин, їхні тканини, органи потрібно спалювати. Для запобігання гарячки Рифт Валлі худобі проводять вакцинацію. Але якщо епізоотія вже у розвитку, зазвичай надто пізно, щоб її зупинити терміновою вакцинацією. Ось чому у сільському господарстві тих регіонів, де поширена гарячка Рифт Валлі, сприйнятливим тваринам роблять планову вакцинацію або живою вакциною Смітбурн (одна доза, що створює практично довічний захист для тварини), або інактивованою формальдегідом (імунітет не такий напружений і тривалий, потрібні ревакцинації). Вакцина Смітбурн може спричиняти вроджені вади у потомстві вагітних овець. Зважаючи на різноманітність комарів, що передають хворобу, дуже важко боротися з їхніми популяціями, хоч це і проводиться різними способами (обприскування інсектицидами місць розплодження, меліоративні заходи, біологічні способи боротьби з личинками тощо). Іноді для запобігання поширення хвороби застосовують інсектициди у великих масштабах. Для особистого захисту рекомендується використання відповідного одягу (довгі рукави, штани, високий закритий комір тощо), репелентів, що містять ДЕТА. Дієву вакцину для профілактики гарячки Рифт Валлі у людей ще не створено. У рамках ММСП 2005 р. прогнозування і раннє виявлення спалахів гарячки Рифт Валлі разом із всебічною оцінкою ризику її поширення у нові райони мають вирішальне значення для ефективних і своєчасних контрольних заходів.

## Клінічний перебіг у тварин

### Велика рогата худоба

##### Телята
Надзвичайно сприйнятливі, у них розвивається гарячка (40-41 °C), зникає апетит, відзначається значна слабкість і малорухливість, з'являється кривавий або смердючий пронос, часто тяжка жовтяниця.

##### Дорослі тварини
Помірно сприйнятливі, у них часто трапляється безсимптомна інфекція або гостре захворювання з гарячкою тривалістю 24-96 годин, суха шкіра, порушення носового дихання і надмірне слиновиділення, зниження апетиту, слабкість, кривавий/смердючий пронос, зменшення надою молока у корів, викидні доходять до рівня 85 % у стаді.

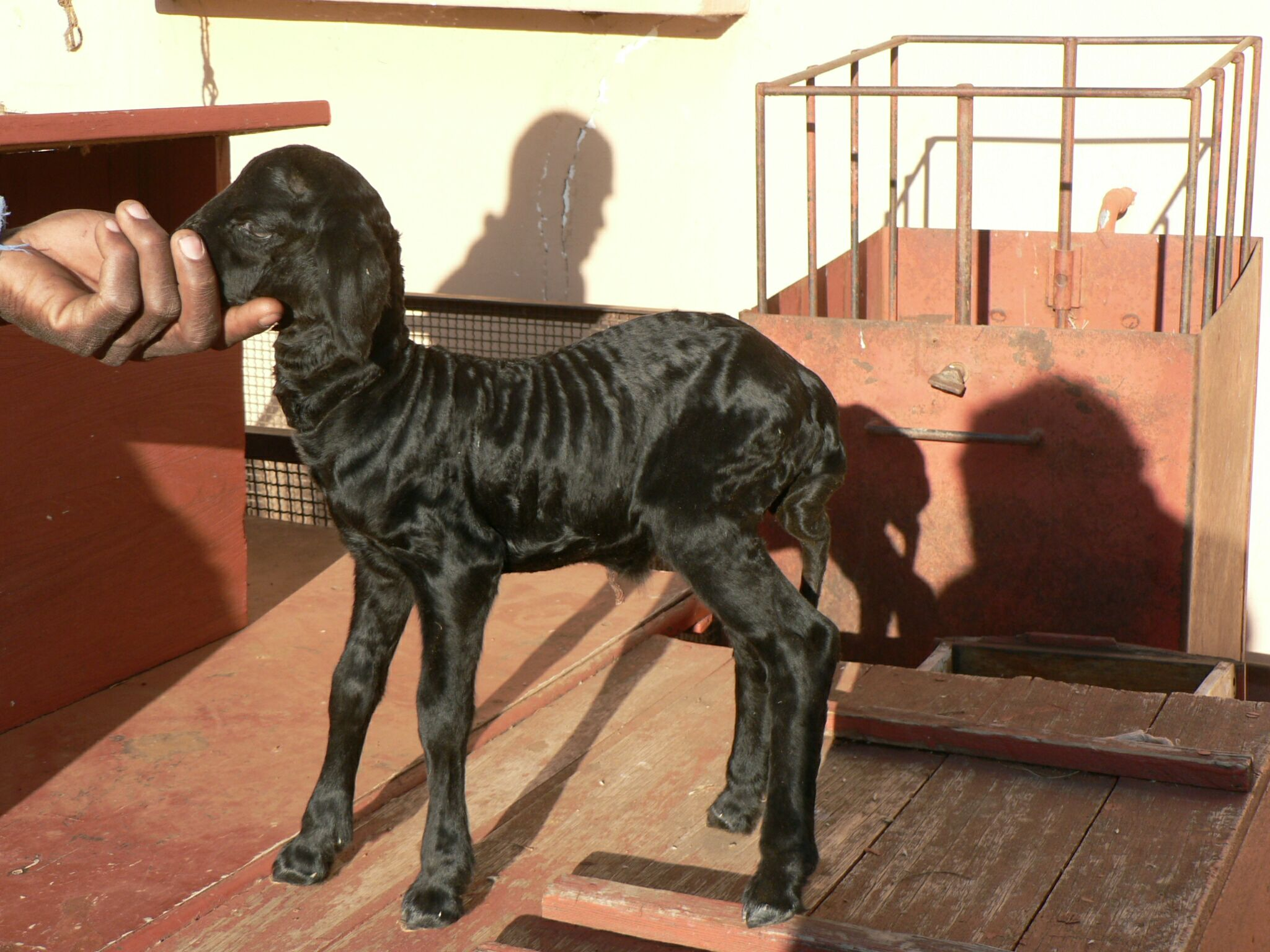
Чорна каракулева порода ягнят, поширена в Африці.

### Вівці

##### Новонароджені ягнята до 2 тижнів життя
Надзвичайно сприйнятливі, в них спостерігають двофазну гарячку(40-42 °C), яка стихає тільки перед смертю, анорексію, відсутність рухливості, слабкість, байдужість, черевний біль, задишку. Смерть наступає впродовж 24-36 годин від початку хвороби у 90 % заражених тварин.

##### Ягнята старші від 2 тижнів і дорослі вівці
Ягнята значно сприйнятливі — у них може розвиватися хвороба з найгострішим перебігом і відбуватися раптова смерть без клінічних ознак, а от у дорослих овець часто є гострий перебіг з гарячкою (41-42 °C) тривалістю 24-96 годин, анорексією, слабкістю, апатичністю, малорухливістю. задишкою, блюванням, кривавим/смердючим проносом, слизово-гнійним носовим секретом, жовтяницею. Гине не більше 10 % хворих дорослих особин. У вагітних овець кількість викиднів сягає 100 %. У кіз розвивається перебіг, що нагадує такий у овець, але рівень викиднів значно менший.